# Cinco Bayou
Cinco Bayou è una città degli Stati Uniti d'America, situata in Florida, nella Contea di Okaloosa.